# Chřenovice
Chřenovice är en ort i Tjeckien.   Den ligger i regionen Vysočina, i den centrala delen av landet, 70 km sydost om huvudstaden Prag. Chřenovice ligger 460 meter över havet och antalet invånare är 161.
Terrängen runt Chřenovice är platt åt nordväst, men åt sydost är den kuperad. Runt Chřenovice är det ganska glesbefolkat, med 35 invånare per kvadratkilometer. Närmaste större samhälle är Světlá nad Sázavou, 14,5 km öster om Chřenovice. I omgivningarna runt Chřenovice växer i huvudsak blandskog.